# كيسي جيمس
كيسي جيمس (بالإنجليزية: Casey James)‏ هو كاتب أغاني ومغني أمريكي، ولد في 31 مايو 1982 في بلينو في الولايات المتحدة.

## وصلات خارجية
- الموقع الرسمي
- كيسي جيمس على موقع IMDb (الإنجليزية)
- كيسي جيمس على موقع ميوزك برينز (الإنجليزية)
- كيسي جيمس على موقع كينوبويسك (الروسية)